# Boechera crandallii
Boechera crandallii là một loài thực vật có hoa trong họ Cải. Loài này được (Rob.) W.A.Weber mô tả khoa học đầu tiên năm 1982.